# Les Paretetes
Les Paretetes és un jaciment arqueològic d'època leptolítica al terme municipal de l'Albagés, (Les Garrigues), inclòs a l'Inventari  del Patrimoni Arqueològic i Paleontològic de Catalunya.
Es troba en un context d'explotació agropecuària dedicada al conreu d'oliveres i terrenys erms. El jaciment s'ha interpretat com un espai de producció i explotació de sílex. Cronològicament es vincula a contextos del leptolític (-33000 / -5500).
Es va trobar al peu d'una terrassa situada a una vall secundària, a la dreta del riu Set. En aquesta àrea es van descobrir un conjunt dispers de peces de sílex. El conjunt de materials arqueològics descobert a les Paretetes està conformat per peces de sílex —algunes retocades— entre les quals destaquen un raspador, una gratadora i un petit nucli. Aquest conjunt està dipositat al Museu Local Arqueològic d'Artesa de Lleida. Actualment no s'ha documentat cap resta arqueològica en superfície.